# Mohamed Tombari
 (janvier 2018).
Si vous disposez d'ouvrages ou d'articles de référence ou si vous connaissez des sites web de qualité traitant du thème abordé ici, merci de compléter l'article en donnant les références utiles à sa vérifiabilité et en les liant à la section « Notes et références ».
Mohamed Tombari, né en 1940 à Tozeur, est un joueur et entraîneur de football tunisien.
Il s'est imposé très jeune comme capitaine et entraîneur emblématique dans le sud-ouest du pays. Approché par les grands clubs de la division nationale, il a préféré mener sa carrière dans sa ville natale et dans les clubs voisins.

## Carrière
Il marque la plupart des buts de son club, La Palme sportive de Tozeur, avant de se charger d'entraîner ses coéquipiers. Entre 1967 et 1968, en seconde division unique, il marque huit buts ; son club éprouve toutefois durant l'année suivante d'énormes difficultés et termine dixième sur dix clubs et ne marque que six buts tout au long de la saison (dont trois sont le fait de Tombari).
L'équipe voisine, l'Étoile sportive de Métlaoui, lui fait alors une offre et Tombari rejoint ses rangs. À son aise au début (neuf buts marqués en 1970), il éprouve de la nostalgie pour son équipe d'origine, d'autant plus qu'elle était retombée entre-temps en troisième division, et vit difficilement les deux saisons suivantes (deux buts marqués en 1971 et un seul but pour un seul match en 1972).
Il revient à La Palme sportive de Tozeur comme entraîneur et lui permet d'accéder en seconde division, tout en se permettant de temps en temps de jouer et même de marquer des buts. Depuis, sa réputation d'entraîneur est faite et la plupart des équipes de la région font appel à ses services.

## Entraîneur
- 1966-1968 : La Palme sportive de Tozeur
- 1972-1975 : La Palme sportive de Tozeur
- 1975-1976 : Football Mdilla Club
- 1976-1977 : Mine sportive de Métlaoui (directeur technique)
- 1977-1979 : Football Mdilla Club
- 1979-1981 : La Palme sportive de Tozeur
- 1981-1982 : Mine sportive de Métlaoui
- 1984-1985 : Gazelle sportive de Moularès
- 1985-1988 : Union sportive de Sbeïtla
- 1988-1989 : La Palme sportive de Tozeur
- 1989-1990 : Mine sportive de Métlaoui
- 1990-1991 : La Flèche sportive de Ksar  Gafsapuis Football Mdilla Club
- 1991-1992 : Avenir sportif de Tozeur
- 1992-1993 : Club sportif de Nefta
- 1993-1994 : Union sportive de Sbeïtla
- 1994-1995 : La Palme sportive de Tozeur
- 1995-1996 : La Palme sportive de Tozeur puis Football Mdilla club
- 1996-1997 : Club sportif de Nefta
- 1998-1999 : Oasis sportive de Kébili puis La Palme de Tozeur Avenir
- 2000-2001 : La Palme de Tozeur Avenir